# Drymonia oxysepala
Drymonia oxysepala är en tvåhjärtbladig växtart som beskrevs av Leeuwenb.. Drymonia oxysepala ingår i släktet Drymonia och familjen Gesneriaceae. Inga underarter finns listade i Catalogue of Life.